# Varesmaa
Varesmaa är en ö i Finland. Den ligger i Skärgårdshavet eller Bottenhavet och i kommunen Nystad i landskapet Egentliga Finland, i den sydvästra delen av landet. Ön ligger omkring 60 kilometer nordväst om Åbo och omkring 210 kilometer väster om Helsingfors.
Öns area är 88,3 hektar och dess största längd är 1,7 kilometer i öst-västlig riktning.  Öns högsta punkt ligger omkring 11 meter över havet. I omgivningarna runt Varesmaa växer i huvudsak blandskog.

## Klimat
Inlandsklimat råder i trakten. Årsmedeltemperaturen i trakten är 3 °C. Den varmaste månaden är juli, då medeltemperaturen är 17 °C, och den kallaste är januari, med −10 °C.